# Giro d’Italia 1991
Der 74. Giro d’Italia wurde in 22. Abschnitten und 3711,7 Kilometern vom 26. Mai bis zum 16. Juni 1991 ausgetragen und vom Italiener Franco Chioccioli gewonnen. Von den 180 gestarteten Fahrern erreichten 133 das Ziel in Mailand.

## Verlauf
| Etappe | von                 | nach                | km        | Gewinner            | Maglia rosa       |
| ------ | ------------------- | ------------------- | --------- | ------------------- | ----------------- |
| 1      | Olbia               | Olbia               | 193       | Philippe Casado     | Philippe Casado   |
| 2A     | Olbia               | Sassari             | 127       | Gianni Bugno        | Franco Chioccioli |
| 2B     | Sassari             | Sassari             | 7,7 (EZF) | Gianluca Pierobon   | Franco Chioccioli |
| 3      | Sassari             | Cagliari            | 231       | Mario Cipollini     | Franco Chioccioli |
| 4      | Sorrent             | Sorrent             | 170       | Eric Boyer          | Eric Boyer        |
| 5      | Sorrent             | Scanno              | 246       | Marino Lejarreta    | Franco Chioccioli |
| 6      | Scanno              | Rieti               | 205       | Wolodymyr Pulnikow  | Franco Chioccioli |
| 7      | Rieti               | Città di Castello   | 179       | Mario Cipollini     | Franco Chioccioli |
| 8      | Città di Castello   | Prato               | 163       | Davide Cassani      | Franco Chioccioli |
| 9      | Prato               | Felino              | 229       | Massimo Ghirotto    | Franco Chioccioli |
| 10     | Collecchio          | Langhirano          | 43 (EZF)  | Gianni Bugno        | Franco Chioccioli |
| 11     | Sala Baganza        | Savona              | 223       | Maximilian Sciandri | Franco Chioccioli |
| 12     | Savona              | Pian del Re         | 182       | Massimiliano Lelli  | Franco Chioccioli |
| 13     | Savigliano          | Sestriere           | 192       | Eduardo Chozas      | Franco Chioccioli |
| 14     | Turin               | Morbegno            | 231       | Franco Ballerini    | Franco Chioccioli |
| 15     | Morbegno            | Aprica              | 132       | Franco Chioccioli   | Franco Chioccioli |
| 16     | Aprica              | Wolkenstein         | 220       | Massimiliano Lelli  | Franco Chioccioli |
| 17     | Wolkenstein         | Pordoijoch          | 169       | Franco Chioccioli   | Franco Chioccioli |
| 18     | Pozza di Fassa      | Castelfranco Veneto | 163       | Silvio Martinello   | Franco Chioccioli |
| 19     | Castelfranco Veneto | Brescia             | 185       | Gianni Bugno        | Franco Chioccioli |
| 20     | Broni               | Casteggio           | 68 (EZF)  | Franco Chioccioli   | Franco Chioccioli |
| 21     | Pavia               | Mailand             | 153       | Mario Cipollini     | Franco Chioccioli |

## Endstände
| \| Gesamtwertung \| Gesamtwertung \| Gesamtwertung \| Gesamtwertung \| Gesamtwertung \| \| Fahrer \| Fahrer \| Land \| Team \| Zeit \| \| ------------- \| ---------------------- \| ------------- \| ----------------------------- \| ---------------- \| \| 1. \| Franco Chioccioli \| Italien \| Del Tongo-MG Maglificio \| 99 h 35 min 43 s \| \| 2. \| Claudio Chiappucci \| Italien \| Carrera Jeans-Vagabond \| + 3 min 48 s \| \| 3. \| Massimiliano Lelli \| Italien \| Ariostea \| + 6 min 56 s \| \| 4. \| Gianni Bugno \| Italien \| Gatorade-Chateau d'Ax \| + 7 min 49 s \| \| 5. \| Marino Lejarreta \| Spanien \| ONCE \| + 10 min 23 s \| \| 6. \| Éric Boyer \| Frankreich \| Z \| + 11 min 09 s \| \| 7. \| Leonardo Sierra \| Venezuela \| Selle Italia-Magniarredo-Veta \| + 11 min 56 s \| \| 8. \| Marco Giovannetti \| Italien \| Gatorade-Chateau d'Ax \| + 13 min 09 s \| \| 9. \| Zenon Jaskuła \| Polen \| Del Tongo-MG Maglificio \| + 18 min 22 s \| \| 10. \| Eduardo Chozas Olmo \| Spanien \| ONCE \| + 23 min 42 s \| \| 11. \| Wladimir Pulnikow \| Sowjetunion \| Carrera Jeans-Vagabond \| + 24 min 36 s \| \| 12. \| Nelson Rodríguez Serna \| Kolumbien \| Pony Malta-Avianca \| + 24 min 37 s \| \| 13. \| Federico Echave \| Spanien \| CLAS-Cajastur \| + 24 min 37 s \| \| 14. \| Jean-François Bernard \| Frankreich \| Banesto \| + 29 min 32 s \| \| 15. \| Pedro Delgado \| Spanien \| Banesto \| + 30 min 03 s \| |                        |             |                               |                  |
| |                        |             |                               |                  |
| |                        |             |                               |                  |
| Gesamtwertung |                        |             |                               |                  |
| Fahrer | Fahrer                 | Land        | Team                          | Zeit             |
| 1. | Franco Chioccioli      | Italien     | Del Tongo-MG Maglificio       | 99 h 35 min 43 s |
| 2. | Claudio Chiappucci     | Italien     | Carrera Jeans-Vagabond        | + 3 min 48 s     |
| 3. | Massimiliano Lelli     | Italien     | Ariostea                      | + 6 min 56 s     |
| 4. | Gianni Bugno           | Italien     | Gatorade-Chateau d'Ax         | + 7 min 49 s     |
| 5. | Marino Lejarreta       | Spanien     | ONCE                          | + 10 min 23 s    |
| 6. | Éric Boyer             | Frankreich  | Z                             | + 11 min 09 s    |
| 7. | Leonardo Sierra        | Venezuela   | Selle Italia-Magniarredo-Veta | + 11 min 56 s    |
| 8. | Marco Giovannetti      | Italien     | Gatorade-Chateau d'Ax         | + 13 min 09 s    |
| 9. | Zenon Jaskuła          | Polen       | Del Tongo-MG Maglificio       | + 18 min 22 s    |
| 10. | Eduardo Chozas Olmo    | Spanien     | ONCE                          | + 23 min 42 s    |
| 11. | Wladimir Pulnikow      | Sowjetunion | Carrera Jeans-Vagabond        | + 24 min 36 s    |
| 12. | Nelson Rodríguez Serna | Kolumbien   | Pony Malta-Avianca            | + 24 min 37 s    |
| 13. | Federico Echave        | Spanien     | CLAS-Cajastur                 | + 24 min 37 s    |
| 14. | Jean-François Bernard  | Frankreich  | Banesto                       | + 29 min 32 s    |
| 15. | Pedro Delgado          | Spanien     | Banesto                       | + 30 min 03 s    |

| Punktewertung | Punktewertung         | Punktewertung | Punktewertung           | Punktewertung |
| Fahrer        | Fahrer                | Land          | Team                    | Punkte        |
| ------------- | --------------------- | ------------- | ----------------------- | ------------- |
| 1.            | Claudio Chiappucci    | Italien       | Carrera Jeans-Vagabond  | 283 P.        |
| 2.            | Franco Chioccioli     | Italien       | Del Tongo-MG Maglificio | 239 P.        |
| 3.            | Mario Cipollini       | Italien       | Del Tongo-MG Maglificio | 191 P.        |
| 4.            | Gianni Bugno          | Italien       | Gatorade-Chateau d'Ax   | 189 P.        |
| 5.            | Marino Lejarreta      | Spanien       | ONCE                    | 143 P.        |
| 6.            | Massimiliano Lelli    | Italien       | Ariostea                | 131 P.        |
| 7.            | Jean-François Bernard | Frankreich    | Banesto                 | 124 P.        |
| 8.            | Éric Boyer            | Frankreich    | Z                       | 115 P.        |
| 9.            | Gianluca Bortolami    | Italien       | Colnago-Lampre-Sopran   | 110 P.        |
| 10.           | Silvio Martinello     | Italien       | GIS Gelati-Ballan       | 94 P.         |

| Bergwertung | Bergwertung         | Bergwertung | Bergwertung               | Bergwertung |
| Fahrer      | Fahrer              | Land        | Team                      | Punkte      |
| ----------- | ------------------- | ----------- | ------------------------- | ----------- |
| 1.          | Iñaki Gastón        | Spanien     | CLAS-Cajastur             | 75 P.       |
| 2.          | Claudio Chiappucci  | Italien     | Carrera Jeans-Vagabond    | 69 P.       |
| 3.          | Franco Chioccioli   | Italien     | Del Tongo-MG Maglificio   | 57 P.       |
| 4.          | Acácio da Silva     | Portugal    | Lotus-Festina             | 46 P.       |
| 5.          | Massimiliano Lelli  | Italien     | Ariostea                  | 38 P.       |
| 6.          | Marino Lejarreta    | Spanien     | ONCE                      | 26 P.       |
| 7.          | Gianni Bugno        | Italien     | Gatorade-Chateau d'Ax     | 19 P.       |
| 8.          | Marco Giovannetti   | Italien     | Gatorade-Chateau d'Ax     | 18 P.       |
| 9.          | Franco Vona         | Italien     | Jolly Componibili-Club 88 | 14 P.       |
| 10.         | Eduardo Chozas Olmo | Spanien     | ONCE                      | 14 P.       |

| Nachwuchswertung | Nachwuchswertung    | Nachwuchswertung | Nachwuchswertung              | Nachwuchswertung |
| Fahrer           | Fahrer              | Land             | Team                          | Zeit             |
| ---------------- | ------------------- | ---------------- | ----------------------------- | ---------------- |
| 1.               | Massimiliano Lelli  | Italien          | Ariostea                      | 99 h 37 min 39 s |
| 2.               | Leonardo Sierra     | Venezuela        | Selle Italia-Magniarredo-Veta | + 5 min 00 s     |
| 3.               | Gianluca Bortolami  | Italien          | Colnago-Lampre-Sopran         | + 27 min 36 s    |
| 4.               | Santos Hernández    | Spanien          | ONCE                          | + 36 min 53 s    |
| 5.               | Stefano Della Santa | Italien          | Amore & Vita-Fanini           | + 55 min 16 s    |

| Mannschaftswertung | Mannschaftswertung      | Mannschaftswertung | Mannschaftswertung |
| Team               | Team                    | Land               | Zeit               |
| ------------------ | ----------------------- | ------------------ | ------------------ |
| 1.                 | Carrera Jeans-Vagabond  | Italien            | 299 h 49 min 51 s  |
| 2.                 | ONCE                    | Spanien            | + 4 min 40 s       |
| 3.                 | Gatorade-Chateau d'Ax   | Italien            | + 21 min 40 s      |
| 4.                 | Banesto                 | Spanien            | + 35 min 07 s      |
| 5.                 | CLAS-Cajastur           | Spanien            | + 54 min 57 s      |
| 6.                 | Z                       | Frankreich         | + 57 min 25 s      |
| 7.                 | Del Tongo-MG Maglificio | Italien            | + 1 h 38 min 21 s  |
| 8.                 | Ariostea                | Italien            | + 1 h 41 min 52 s  |
| 9.                 | Lotus-Festina           | Spanien            | + 1 h 52 min 00 s  |
| 10.                | Pony Malta-Avianca      | Kolumbien          | + 1 h 59 min 12 s  |